# Госпорт Боро
«Госпорт Боро» (англ. Gosport Borough FC)— английский полупрофессиональный футбольный клуб из города Госпорт, в графстве Хэмпшир. Образован в 1944 году, домашние матчи проводит на стадионе «Прайветт Парк». Играет в Южной Футбольной Лиге, восьмом по значимости футбольном турнире Англии.

## История

### Формирование и ранние годы
Атлетический клуб Госпорт Боро Был основан в 1944 году, с целью вернуть организованные соревнования по футболу, легкой атлетике, плаванию, и велосипедному спорту в Госпорт, после нескольких лет перерыва
В первый сезон (1944-45), клуб выиграл первый дивизион лиги Portsmouth and District, под руководством бывшего игрока Саутгемптона Стэна Крибба
В свой второй сезон клуб заявился в лигу Хэмпшира и выиграл первый дивизион этой лиги с первой попытки. Этот подвиг не был повторен в течение 31 года.

### Южная лига — 1978—1992
Под руководством бывшего капитана Тони Бриквуда, Госпорт выигрывал Лигу Хэмпшира два сезона подряд (1976-77 и 1977-78) и был приглашен в Южную Футбольную Лигу. В первых четырёх сезонах команда не финишировала ниже 4 места, и когда, начиная с сезона 1982-83, лига была реорганизована, Госпорт стал выступать в Премьер дивизионе.
Два года спустя Госпорт вылетел из Премьер Дивизиона, в Дивизион Юг. Однако в следующем сезоне, после невероятных 16 побед в 19 матчах, и сокрушительной победы в финальном матче над Солсбери 5-0, им удалось вернуться обратно.
В сезоне 1987-88 команда была опять близка к вылету, и до апреля, Боро, рассматривались как главные претенденты на вылет. Однако в кубке Хэмпшира, команда дошла до финала, игра на стадионе Делл, домашней арене клуба Саутгемптон, подняла командный дух. За победой в финале над фаворитом Фарнборо последовали хорошие результаты в лиге, что спасло команду от вылета из Премьер Дивизиона Южной Лиги
Клуб достиг лучшего своего результата в сезоне 1988-89, когда занял 7 место в Премьер Дивизионе Южной Лиги. К сожалению последующий массовый уход игроков и изменения в управлении клубом привели к вылету в следующем сезоне в Дивизион Юг Южной Лиги, а в 1992 году в Лигу Уэссекса.

### Лига Уэссекса — 1992—2007
После вылета, президент клуба Ян Хэй, назначил главным тренером Роджера Шервуда. И хотя Боро провели три неплохих сезона под руководством Шервуда, только победе в Кубке Лиги Уэсскса в 1992-93, в первый сезон являлась самым большим его достижением.
После ухода Шервуда в начале сезона 1995-96, комитет по управлению провел ревизию политики клуба, в результате которой наступил период финансовой консолидации и реструктуризации.
Три бывших игрока клуба, Джон Хоус, Дейв Питт и Барри Кук взяли управление клубом, с новым акцентом на формирование состава из местных игроков и интенсивном развитии молодежной политики.
В 1997 году Боро нашел Gomer Football Club, успешный молодежный клуб для присоединения. Это позволило подключать к игре в основной команде местных талантов, и выводить их на новый игровой уровень.
Тем не менее положение клуба в Лиге Уэссекса продолжало ухудшаться. Дейв Питт и Барри Кук ушли в отставку в октябре 1999 года, после особенно тяжелого старта сезона. Джон Хоус стал президентом клуба, но ушел с этой должности через год, чтобы вернуться к тренерской работе.
В течение этого периода, Яном Хейем была проведена реструктуризация финансов клуба и внедрена новая система Trustee Scheme, которая дала клубу твердую финансовую базу для будущего. Дэйв Тавинер, другой бывший игрок, занял пост временного управляющего, пока экс- менеджер резервной команды Майк Марш был назначен в качестве нового менеджера первой команде в декабре 1999 года.
В начале сезона 2000/01 , вице-президент Джон Стимпсон был избран на пост президента клуба . Он сразу же согласился с Маршем что клуб должен продолжать развивать молодых местных игроков, а также включать в себя сочетание нескольких опытных игроков в первой команде.
Марш, наряду с его помощником Гари Ли, провел пять сезонов в качестве менеджера. В этот период постепенное снижение клуба было остановлено и Боро опять начал движение в правильном направлении. В пяти сезонах с Маршем клуб финишировал в первой четверке Лиги Уэссекса четыре раза и достиг четвертьфинала FA Vase в 2003-04.
Майк Марш ушел с поста главного тренера в конце сезона 2004-05, в связи с переездом в Испанию, и назначил Джона Робсона в качестве своего преемника; Робсон оставался на посту всего несколько месяцев, в декабре 2005 года главным тренером назначен Алекс Пайк. Пайк пришел в Госпорт, имея честь быть самым успешным тренером Лиги Уэссекса; завоевав лигу и Кубок Лиги Уэссекса несколько раз с его командами, а также имея победу в FA Vase с клубом Уимборн Таун в 1992 году, и его назначение представляется целесообразным для клуба целью которого является повышение обратно в Южную Лигу.
В своем первом полном сезоне, Пайк оправдал свою высокую репутацию, и Боро завоевал чемпионский титул Лиги Уэссекс — свой первый титул за 29 лет. Чемпионат был выигран в последний день сезона в матче с АФК Тоттон; Боро необходимо было избежать поражения в два мяча, чтобы завоевать титул, в нервной концовке Госпорт проиграл 1-0, но выиграл чемпионат по разнице мячей.
Выиграв титул, руководство и болельщики Боро ждали новостей из Футбольной ассоциации по их промоушену. Через две недели после завоевания титула, промоушен был подтвержден и Боро были повышены обратно в Южную лигу с сезона 2007-08.